# Christian Olsson
Pour les articles homonymes, voir Olsson.
Christian Olsson, né le 25 janvier 1980 à Göteborg, est un athlète suédois pratiquant le triple saut. Il est l'un des rares athlètes à avoir remporté au moins une fois tous les titres internationaux existant à son époque : le titre olympique, à Athènes, un titre mondial, à Paris, deux titres européens, les titres mondiaux et européens en salle. Il a remporté la Golden League 2002.

## Biographie

### Débuts
Le premier entraîneur de Olsson, Viljo Nousiainen, qui a précédemment entraîné le précédent record du monde du saut en hauteur Patrick Sjöberg, le dirige tout d'abord vers le saut en hauteur. Olsson remporte d'ailleurs le championnat d'Europe junior 1999. Durant la même compétition, Olsson remporte également le lendemain la médaille d'argent du triple saut.
Un événement inattendu va influencer la carrière de Christian Olsson. Son entraîneur est victime d'une crise cardiaque et un membre de son groupe d'entraînement, Yannick Tregaro, abandonne sa carrière pour prendre en charge l'entraînement d'Olsson.
Pour sa première participation à une compétition olympique, lors des jeux olympiques de Sydney, Olsson échoue lors de son concours de qualification du triple saut avec 16,64 m.
La saison suivante, il franchit la première fois la barre des 17 mètres lors d'un meeting à Helsinki, meeting où il devance le maître de la discipline Jonathan Edwards. Celui-ci écrase le concours des mondiaux d'Edmonton en réalisant 17,92 m, le Suédois Christian Olsson devant se contenter de 17,47 m, à deux centimètres de son record personnel établi plus tôt dans la saison à Réthimo.

### Premiers titres
Lors de la saison hivernale suivante, il remporte un premier titre en remportant les Championnats d'Europe en salle de Vienne. Durant la saison estivale, il remporte ses premières victoires dans des meetings de la Golden League, le meeting Herculis de Monaco et l'ISTAF de Berlin. La compétition majeure est le Championnat d'Europe de Munich où, avec 17,53 m, il devance l'Allemand Charles Friedek et Jonathan Edwards. La fin de saison voit Edwards et Olsson se partager les victoires : Olsson remporte la Finale du Grand Prix disputée à Paris devant Edwards avant que celui-ci le devance à Madrid lors de Coupe du monde des nations (Olsson termine troisième).

### Sur le toit du monde
En 2003, Olsson remporte un premier titre mondial lors de la saison hivernale en remportant les Championnats du monde en salle de Birmingham, compétition où il réalise 17,70 m. Les Championnats du monde 2003 de Paris-Saint-Denis sont la dernière compétition de Jonathan Edwards qui termine sur deux sauts, pour un résultat de 16,31 m, avant d'aller parler à son successeur Olsson et d'abandonner le concours. Olsson reconnait que sa courte rivalité avec Edwards lui a permis de franchir de nombreux paliers: « Jonathan helped me cross a lot of thresholds in a shorter period than it would have taken me alone ». Le Suédois marque dès son premier saut sa domination sur le concours en réalisant un premier saut à 17,72 m. Ses cinq premiers sauts sont supérieurs à la meilleure marque de son second, le Cubain Yoandri Betanzos, qui réalise 17,28 m. Le triple-sauteur des Bahamas, Leevan Sands remporte la médaille de bronze avec 17,26 m. Cette même saison il remporte la Finale mondiale de l'athlétisme à Monaco.
Lors de l'hiver suivant, il remporte un deuxième titre mondial en salle lors des Championnats du monde en salle de Budapest où il égale le record du monde en salle avec 17,83 m. Sa saison estivale est également couronnée de succès: il remporte le titre olympique lors des Jeux olympiques d'Athènes en réalisant 17,79 m, son record personnel (il a réalisé 17,92 m avec un vent trop favorable à Gateshead en 2003). Dans ce concours, quatre de ses sauts sont supérieurs à celui du second, le Roumain Marian Oprea qui réalise 17,55 m. La médaille de bronze est prise par le Russe Danila Burkenya,.
Après les jeux, il continue sa série de victoires en remportant les derniers meetings de la Golden League 2004. Invaincu lors des six épreuves, il remporte le million de dollars attribué aux vainqueurs, prime qu'il partage avec la sprinteuse des Bahamas Tonique Williams-Darling, vainqueur sur le 400 mètres féminin. Il termine sa saison par une nouvelle victoire en finale mondiale à Monaco.

### Blessures à répétition
Blessure au pied
Blessé lors des jeux, il se voit contraint de se faire opérer du pied durant l'automne 2004. Cette blessure le tient éloigné des pistes durant la saison 2005, où il subit de nouvelles opérations pour soigner sa blessure.
Il revient sur les sautoirs en juin 2006 et de nouveau se positionne rapidement comme l'un des favoris à sa succession lors des championnats d'Europe que se déroulent dans sa ville natale de Göteborg. Avec un saut de 17,67 m, il devance le Britannique Nathan Douglas et le Roumain Marian Oprea.
Blessure aux muscles ischio-jambiers
Durant la saison hivernale 2007, des tiraillements aux muscles ischio-jambiers lors des championnats de Suède le conduisent à déclarer forfait pour les championnats d'Europe en salle de Birmingham afin de ne pas hypothéquer sa saison estivale. Lors de celle-ci, il remporte deux meetings de la Golden League 2007, à Paris et Rome, mais lors de celui-ci, il se blesse aux ischio-jambiers. Plus tard dans la saison il annonce son forfait pour les Championnats du monde d'Osaka.
En juillet 2008, il annonce son forfait pour les prochains jeux olympiques de Pékin.
Malgré un retour intéressant en début de la saison estivale 2009 avec un saut à 17,24 m dans un meeting suédois, il déclare forfait pour les mondiaux de Berlin, se jugeant insuffisamment préparé pour aller en finale et donc postuler au titre.

### Fin de carrière
En mai 2012, ne parvenant pas à retrouver son meilleur niveau, Christian Olsson annonce mettre un terme à sa carrière internationale. Il envisage cependant de revenir au saut en hauteur au niveau national.

## Palmarès
| Date | Compétition                    | Lieu       | Résultat | Épreuve     | Marque  |
| ---- | ------------------------------ | ---------- | -------- | ----------- | ------- |
| 1999 | Championnats d'Europe juniors  | Riga       | 1er      | Hauteur     | 2,21 m  |
| 1999 | Championnats d'Europe juniors  | Riga       | 2e       | Triple saut | 16,18 m |
| 2001 | Championnats d'Europe espoirs  | Amsterdam  | 1er      | Triple saut | 17,24 m |
| 2001 | Championnats du monde          | Edmonton   | 2e       | Triple saut | 17,47 m |
| 2002 | Championnats d'Europe en salle | Vienne     | 1er      | Triple saut | 17,54 m |
| 2002 | Championnats d'Europe          | Munich     | 1er      | Triple saut | 17,53 m |
| 2002 | Finale du Grand Prix           | Paris      | 1er      | Triple saut | 17,48 m |
| 2002 | Coupe du monde                 | Madrid     | 3e       | Triple saut | 17,05 m |
| 2003 | Championnats du monde en salle | Birmingham | 1er      | Triple saut | 17,70 m |
| 2003 | Championnats du monde          | Paris      | 1er      | Triple saut | 17,72 m |
| 2003 | Finale mondiale                | Monaco     | 1er      | Triple saut | 17,55 m |
| 2004 | Championnats du monde en salle | Budapest   | 1er      | Triple saut | 17,83 m |
| 2004 | Jeux olympiques                | Athènes    | 1er      | Triple saut | 17,79 m |
| 2004 | Finale mondiale                | Monaco     | 1er      | Triple saut | 17,66 m |
| 2006 | Championnats d'Europe          | Göteborg   | 1er      | Triple saut | 17,67 m |
| 2010 | Championnats du monde en salle | Doha       | 4e       | Triple saut | 17,23 m |
| 2011 | Championnats d'Europe en salle | Paris      | 5e       | Triple saut | 17,20 m |
| 2011 | Championnats du monde          | Daegu      | 6e       | Triple saut | 17,23 m |

- Autres
  - vainqueur de la Golden League en 2004
  - record du monde en salle de triple saut avec 17,83 m en 2003

### Distinction personnelle
- Athlète européen de l'année 2003[15] et 2004.